# Александров, Даниил Александрович
Даниил Александрович Александров (род. 23 июня 1957, Ленинград) — советский биолог и российский социолог, заслуженный и ординарный профессор Национального исследовательского университета «Высшая школа экономики» в Санкт-Петербурге. Заведующий Лабораторией социологии образования и науки (СЛОН).

## Биография
Родился в семье академика Александрова Александра Даниловича и Марианны Леонидовны Георг (ныне Фаддеевой) в Ленинграде.

## Образования

### Научная степень
- 1980 год — Специалитет: Ленинградский государственный университет им. А. А. Жданова, биолого-почвенный факультет, специальность «Биология», квалификация «биолог-зоолог беспозвоночных».
- 1996 год — Кандидат биологических наук: Институт истории естествознания и техники им. С. И. Вавилова РАН, специальность 07.00.10 «История науки и техники», тема диссертации: «История отечественной эволюционной морфологии животных в конце XIX в. — первой трети XX вв.»[5].

## Преподавание
- 1981—1988 — ассистент и заместитель заведующего кафедрой биологического факультета ЛГУ
- 1992 — приглашённый доцент Чикагского университета (Чикаго, США)
- 1993 — стажёр Кеннановского института русских исследований в Вашингтоне, США (6 месяцев)
- 1994—1996 — доцент ф-та истории Санкт-Петербургского государственного университета
- 1994 — приглашённый доцент Технологического института штата Джорджия, Атланта, США (4 месяца)
- 1998 — приглашённый доцент Школы высших социальных наук в Париже, Франция (1 месяц)
- 1998—2010 — профессор факультета политических наук и социологии Европейского университета в Санкт-Петербурге
- 1999—2000 — научный сотрудник и профессор Орегонского университета в Корваллисе, США (9 месяцев)

### НИУ-ВШЭ
- с 2002 года — профессор Департамента социологии НИУ ВШЭ — Санкт-Петербург
- c 2007 года — заместитель директора по научной работе НИУ ВШЭ — Санкт-Петербург
- с 2014 года — декан Санкт-Петербургской школы социальных и гуманитарных наук НИУ ВШЭ — Санкт-Петербург

В разные годы был временным приглашённым сотрудником Университета Осло и Университета Макса Планка.

## Научный вклад
Является одним из основоположников анализа социальных сетей в НИУ ВШЭ, а также одним из первых начал рассматривать «кружки» как важный элемент научного производства в советской и российской науке. Даниил Александрович автор более 100 публикаций.

#### Избранные публикации
- Лушин В., Жаккар Дж.[англ.], Иванюшина В. А., Александров Д. А. Пути профессионального образования, деятельность молодежи и употребление алкоголя несовершеннолетними в России: как рано начинаются проблемы? (англ. Vocational education paths, youth activities, and underage drinking in Russia: How early does the trouble start?)[10]